# Сэтчер, Роберт Ли
Ро́берт «Бобби» Ли Сэ́тчер (англ. Robert «Bobby» Lee Satcher, Jr.; род. 1965) — астронавт НАСА. Совершил один космический полёт на шаттле STS-129 (2009, «Атлантис»), на его счету два выхода в открытый космос, физик.

## Личные данные и образование
Роберт Сэтчер родился 22 сентября 1965 года в городе Хамптон, штат Виргиния. В 1982 году окончил среднюю школу в Дании. В 1986 году получил степень бакалавра в области химического машиностроения в Массачусетском технологическом институте. В 1994 году получил степень Ph. D. в Гарвардской Медицинской Школе при Гарвардском университете. В 1994—2000 годы проходил обучение в интернатуре и ординатуре в Калифорнийском университете в Беркли. В 2000—2001 годах проходил обучение в области ортопедическая онкология во Флоридском Университете.
Женат, имеет двоих детей. Сэтчер любит интересную работу, подводное плавание и чтение..

## До НАСА
Сэтчер был доцентом в Школе медицины Фейнберга при Северо-Западном университете, на кафедре ортопедической хирургии. Сэтчер также поработал лечащим врачом в отделении ортопедической хирургии в детском Мемориальном Госпитале в Чикаго, штат Иллинойс, специализировался на костно-мышечной онкологии, а также в отделении биомедицинской инженерии в Инженерной школе при том же университете. Сэтчер побывал в Габоне, работал в больнице Альберта Швейцера в городе Ламбарене. В области химического машиностроения Сэтчер получил опыт во время стажировки в компании DuPont, в группе исследователей текстильных волокон и полимерных изделий. .

## Подготовка к космическим полётам
6 мая 2004 года был зачислен в отряд НАСА в составе девятнадцатого набора, кандидатом в астронавты. С августа 1998 года стал проходить обучение по курсу Общекосмической подготовки (ОКП). По окончании курса, в августе 1999 года получил квалификацию «специалист полёта» и назначение в Офис астронавтов НАСА. Как специалист по полимерным материалам был направлен в Отдел робототехники.

## Полёты в космос
- Первый полёт — STS-129[3], шаттл «Атлантис». C 16 по 27 ноября 2009 года, в качестве «специалиста полёта». Миссия STS-129 — это первая из таких заключительных миссий шаттлов, задача которых состоит в доставке на станцию габаритных и ответственных запасных узлов и устройств. К таким устройствам относятся, в частности, гироскопы ориентации и баки систем охлаждения станции. Полезные грузы, которые доставляются шаттлом на станцию, закреплены на двух экспериментально-транспортных платформах (ExPRESS Logistics Carrier, ELC-1, ELC-2), которые были размещены в грузовом отсеке шаттла. На станцию доставлены два гироскопа ориентации, бак высокого давления с кислородом для шлюзового модуля, баки с азотом и аммиаком и насос для системы охлаждения станции. Среди полезных грузов также запасные части для робота-манипулятора и манипулятора «Декстре», запасные силовые кабели для транспортной тележки, устройство для зарядки и разрядки аккумуляторов солнечных батарей, устройство защиты станции от возможных электрических разрядов между станцией и верхними слоями атмосферы Земли. Запасной комплект антенны S-диапазона, комплект оборудования для любительской радиосвязи и оборудования для слежения за кораблями, находящимися в открытом море. Во время запланированных выходов в открытый космос, две экспериментально-транспортные платформы были закреплены на специально предназначенных для них местах на сегментах S3 и P3 ферменной конструкции станции. Приборы, которые расположены на экспериментально-транспортных платформах подсоединены к силовым и информационным цепям МКС. В общей сложности вес грузов доставленных на МКС составил около 14 тонн. Во время полёта выполнил два выхода в открытый космос: 19 ноября 2009 года — продолжительностью 6 часов 37 минуту, астронавты установили запасную антенну на основной ферме; установили крепления линий аммиака на блоке «Юнити», смазали захват системы операций с полезной нагрузкой на мобильной базовой системе (MBS), смазали захват на японском роботизированном манипуляторе. 23 ноября — 5 часов 42 минуты, произведёны: монтаж дополнительного кислородного бака на модуле «Квест»; установлен новый комплект по проекту исследований материалов MISSE-7A и 7B на блоке ELC-2; работа с кабелями обогрева блока стыковки модуля «Транквилити» (запуск которого намечен на февраль 2010) на модуле Юнити; работа с другими грузами. Продолжительность полёта составила 10 суток 19 часов 16 минут[4].

Общая продолжительность внекорабельной деятельности (ВКД) за 2 выхода — 12 часов 19 минут. Общая продолжительность полётов в космос — 10 дней 19 часов 16 минут.

## После полётов
В сентябре 2011 года ушёл из отряда астронавтов, вернулся к медицинской деятельности, продолжил заниматься проблемами онкологии.

## Награды и премии
Награждён: Медаль «За космический полёт» (2009) и многие другие.